# 1916년
1916년은 토요일로 시작하는 윤년이다.

## 연호
- 중화제국(中華帝國) 홍헌(洪憲) 2년
- 중화민국(中華民國) 민국(民國) 5년
- 일본(日本) 다이쇼(大正) 5년
- 응우옌 왕조(阮朝) 주이떤(維新) 10년 / 카이딘(啓定) 원년

## 기년
- 중화제국(中華帝國) 홍헌제(洪憲帝) 2년
- 응우옌 왕조(阮朝) 유신제(維新帝) 10년 / 계정제(啓定帝) 원년

## 사건
- 1월 4일 - 조선총독부가 식민지 교육을 위한 〈교원심득〉을 공포하였다.
- 1월 15일 - 인천상업회의소 설립이 인가되었다.
- 1월 23일 - 통영-대구 간 도로가 준공되었다.
- 2월 3일 - 대전에서 농우회가 조직되었다.
- 2월 24일 - 소록도에 자혜의원이 설립되었다.
- 3월 - 김관호의 <해질녘>이 도쿄미술학교 최우수 졸업작품으로 선정되었다. 한국 최초의 누드화이기도 하다.
- 3월 18일 - 진해군항에 요항부가 설치되었다.
- 3월 26일(음) - 박중빈이 전남 영광에서 대각하였다.
- 4월 1일
  - 인도에서 바라나시-힌두 대학교 설립.
  - 조선총독부가 지석영 등을 소환해 조선의학회 해산을 명령하였다.
  - 경성공업전문학교, 경성의학전문학교, 경성전수학교가 설립 인가되었다.
- 4월 6일 - 금강산 유점사의 금불 16좌가 도난당했다.
- 4월 11일 - 이강래, 김정빈, 남승호 등이 독립군자금 모금 중 서울에서 체포되었다.
- 4월 22일 - 대구신사가 달성공원에 세워졌다.
- 4월 25일 - 세브란스의학전문학교가 개교하였다.
- 4월 28일 - 원불교의 창시자인 소태산 박중빈의 대각이 있었다.
- 5월 - 하와이 대한국민회가 《국민보》를 발행하였다.
- 5월 31일 - 원산, 대구상업회의소가 설립 인가되었다.
- 6월 3일 - 부산, 군산상업회의소가 설립 인가되었다.
- 6월 17일 - 목포, 진남포상업회의소가 설립 인가되었다.
- 6월 25일
  - 경복궁 터에 조선총독부 청사가 기공되었다.
  - 방콕의 후아람퐁 역이 개설되었다.
- 6월 28일 사립 동양협회 부속 경성 식민전문학교 설립 인가
- 7월 1일 - 제1차 세계 대전 양군 합쳐 100만 명의 사상자를 낸 솜므 전투가 시작되다.
- 7월 2일 - 인도 뭄바이에 S.N.D.T Woman's University 설립함 (1922년 교명이 생김)
- 7월 21일 - 원영선이 개통되었다.
- 8월 2일
  - 영친왕 이은(李垠)의 비, 일본 왕족 이방자(李方子)로 결정
  - 러시아에 망명 중이던 김립, 이현재, 최재형이 정부에 체포되었다.
- 8월 26일 - 제1차 세계 대전 : 이탈리아, 독일 제국에 선전 포고.
- 8월 29일 - 미국, 필리핀의 자치 승인.
- 10월 9일 - 조선총독부 초대 총독인 데라우치가 일본 내각총리대신에 임명되었다.
- 10월 16일 - 하세가와 요세미치가 제2대 조선총독 자리에 올랐다.
- 9월 15일 - 제1차 세계 대전 : 솜므 전투에서 처음으로 전차가 사용되다.
- 10월 11일 - 박중빈이 원불교를 열다.
- 12월 13일 - 제 1차 세계 대전 : 알프스 산맥 양쪽으로 시간차를 두고 눈사태가 발생해 이탈리아군과 오스트리아-헝가리 제국 육군 및 주민을 합쳐 2천명~1만명 가량의 인명피해가 발생한 하얀 금요일 사건(White Friday)이 발생했다. 원래 당일은 수요일이지만 어째서인지 금요일이라는 명칭이 붙었다.
- 12월 29일 - 민영기가 친일단체인 대정실업친목회를 조직하였다.

## 탄생

### 1월
- 1월 6일 - 대한민국의 시인 겸 대학 교수 및 교육자 박목월. (~1978년)
- 1월 10일 - 조선민주주의인민공화국의 정치인 리종옥. (~1999년)
- 1월 12일 - 남아공의 정치인 피터르 빌럼 보타. (~2006년)
- 1월 22일 - 대한민국의 군인 이용문. (~1953년)
- 1월 24일 - 미국의 야구 선수 월트 주드니치. (~1971년)
- 1월 28일 - 대한민국의 독립운동가 겸 외교관 안진생. (~1988년)

### 2월
- 2월 16일 - 남베트남의 대통령 즈엉반민. (~2001년)
- 2월 29일
  - 대한민국의 협객 이성순. (~1983년)
  - 대한민국의 수필가, 미술평론가 변동림. (~2004년)

### 3월
- 3월 10일
  - 대한민국의 시인 박두진. (~1998년)
  - 대한민국의 군인, 정치인 이종찬. (~1983년)
- 3월 11일 - 영국의 총리 해럴드 윌슨. (~1964년)
- 3월 29일 - 미국의 정치인 유진 매카시. (~2005년)

### 4월
- 4월 5일 - 미국의 배우 그레고리 펙. (~2003년)
- 4월 10일 - 대한민국의 화가 이중섭. (~1956년)
- 4월 11일
  - 아르헨티나의 작곡가 알베르토 히나스테라. (~1983년)
  - 일본의 축구 선수 다카하시 히데도키. (~2000년)
- 4월 12일 - 미국의 소설가 베벌리 클리어리.
- 4월 16일 - 대한민국의 화가 김병기. (~2022년)
- 4월 17일 - 스리랑카의 정치인 시리마보 반다라나이케. (~2000년)
- 4월 28일 - 이탈리아의 기업인 페루치오 람보르기니. (~1993년)
- 4월 30일 - 미국의 수학자, 과학자 클로드 섀넌. (~2001년)

### 5월
- 5월 1일 - 러시아 출신의 일본 야구 선수 빅토르 스타루힌. (~1957년)
- 5월 4일 - 미국의 도시계획가 제인 제이콥스. (~2006년)
- 5월 8일 - 브라질의 전 수영 선수, FIFA 회장 주앙 아벨란제. (~2016년)
- 5월 10일 - 미국의 작곡가 밀턴 배빗. (~2011년)
- 5월 20일 - 대한민국의 교육자 이일구. (~?)

### 6월
- 6월 6일 - 대한민국의 가수 이난영. (~1965년)
- 6월 8일
  - 대한민국의 사회운동가 겸 조직폭력배 신영균. (~1988년)
  - 영국의 생물리학자 프랜시스 크릭. (~2004년)

### 7월
- 7월 1일 - 영국의 배우 올리비아 드 하빌랜드. (~2020년)
- 7월 9일 - 영국의 총리 에드워드 히스. (~2005년)
- 7월 16일 - 소련의 군인, 저격수 류드밀라 파블리첸코 (~1974년)
- 7월 22일 - 대한민국의 배우, 수필가, 정치인 이해랑. (~1989년)
- 7월 26일 - 독일의 히틀러 청소년단원 헤르바르트 노르쿠스. (~1932년)
- 7월 27일
  - 대한민국의 화가 이봉상. (~1970년)
  - 일본의 야구 선수 쓰루오카 가즈토. (~2000년)

### 8월
- 8월 2일 - 대한민국의 비전향 장기수 김종호. (~2003년)
- 8월 21일
  - 미국의 교육심리학자 로버트 가네. (~2002년)
  - 멕시코의 피아노 연주자, 송라이터 콘수엘로 벨라스케스. (~2005년)
- 8월 25일 - 미국의 소아과 의사, 바이러스학자 프레더릭 채프먼 로빈스. (~2003년)
- 8월 27일 - 튀르키예의 고고학자, 펜싱 선수 할레트 참벨. (~2014년)

### 9월
- 9월 13일 - 영국의 작가 로알드 달. (~1990년)
- 9월 23일 - 이탈리아의 정치인, 총리 알도 모로. (~1978년)

### 10월
- 10월 4일 - 러시아의 물리학자 비탈리 긴즈부르크. (~2009년)
- 10월 12일 - 남아프리카 공화국의 정치인 피터르 빌럼 보타. (~2006년)
- 10월 15일 - 지부티의 대통령 하산 굴레드 압티돈. (~2006년)
- 10월 26일 - 프랑스의 정치인 프랑수아 미테랑. (~1996년)

### 11월
- 11월 4일
  - 조선의용대의 독립운동가 김학철. (~2001년)
  - 미국의 방송인 월터 크롱카이트. (~2009년)
  - 미국의 사업가 루스 핸들러. (~2002년)
- 11월 12일 - 미국의 배우 리암 던. (~1976년)
- 11월 19일 - 대한민국의 비전향 장기수 강동근. (~2004년)

### 12월
- 12월 9일 - 미국의 배우 커크 더글러스. (~2020년)
- 12월 13일 - 대한민국의 언론인, 번역문학가 송지영. (~1989년)
- 12월 25일 - 알제리 공화국의 초대 총리이자 초대 대통령 아메드 벤 벨라. (~2012년)

### 미상
- 김성환. (~?)
- 대한민국의 교육학자 김은우. (~1999년)

## 사망

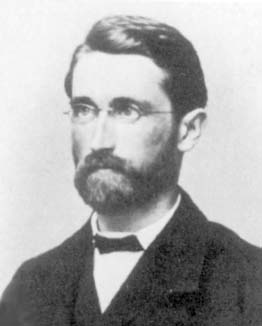
리하르트 데데킨트

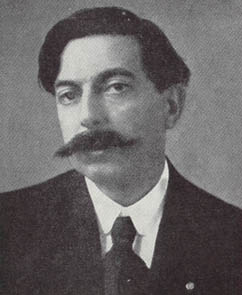
엔리케 그라나도스

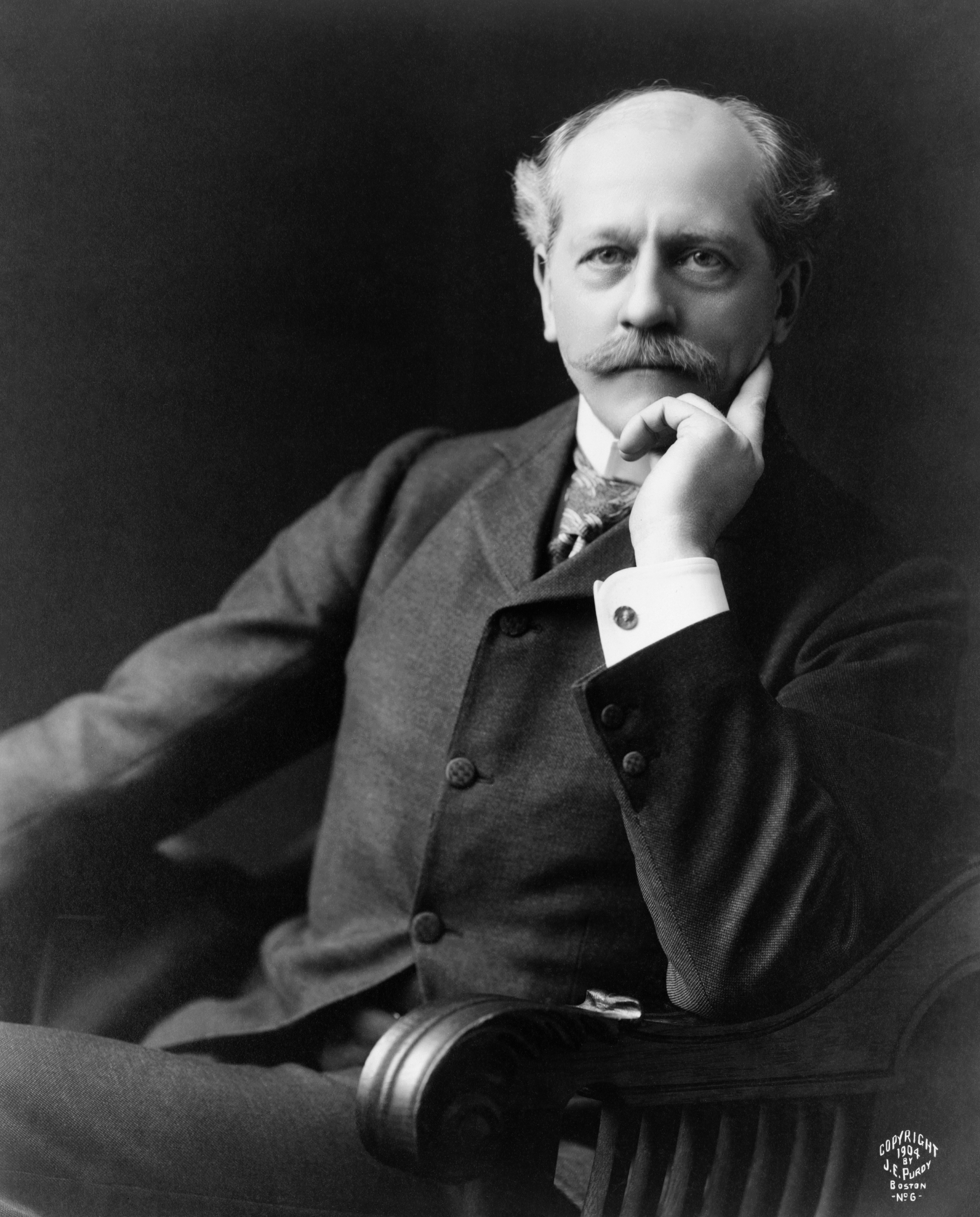
퍼시벌 로웰

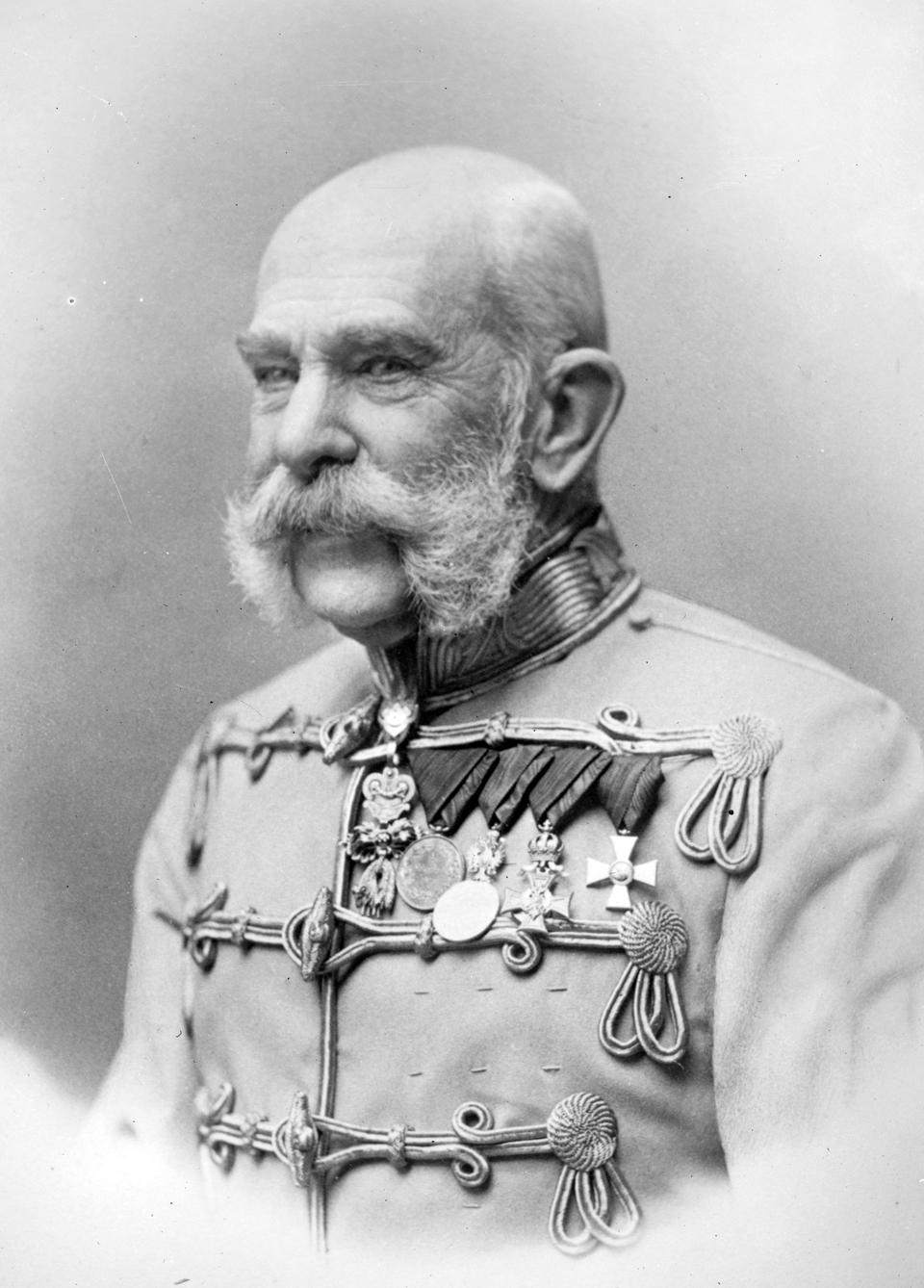
프란츠 요제프 1세

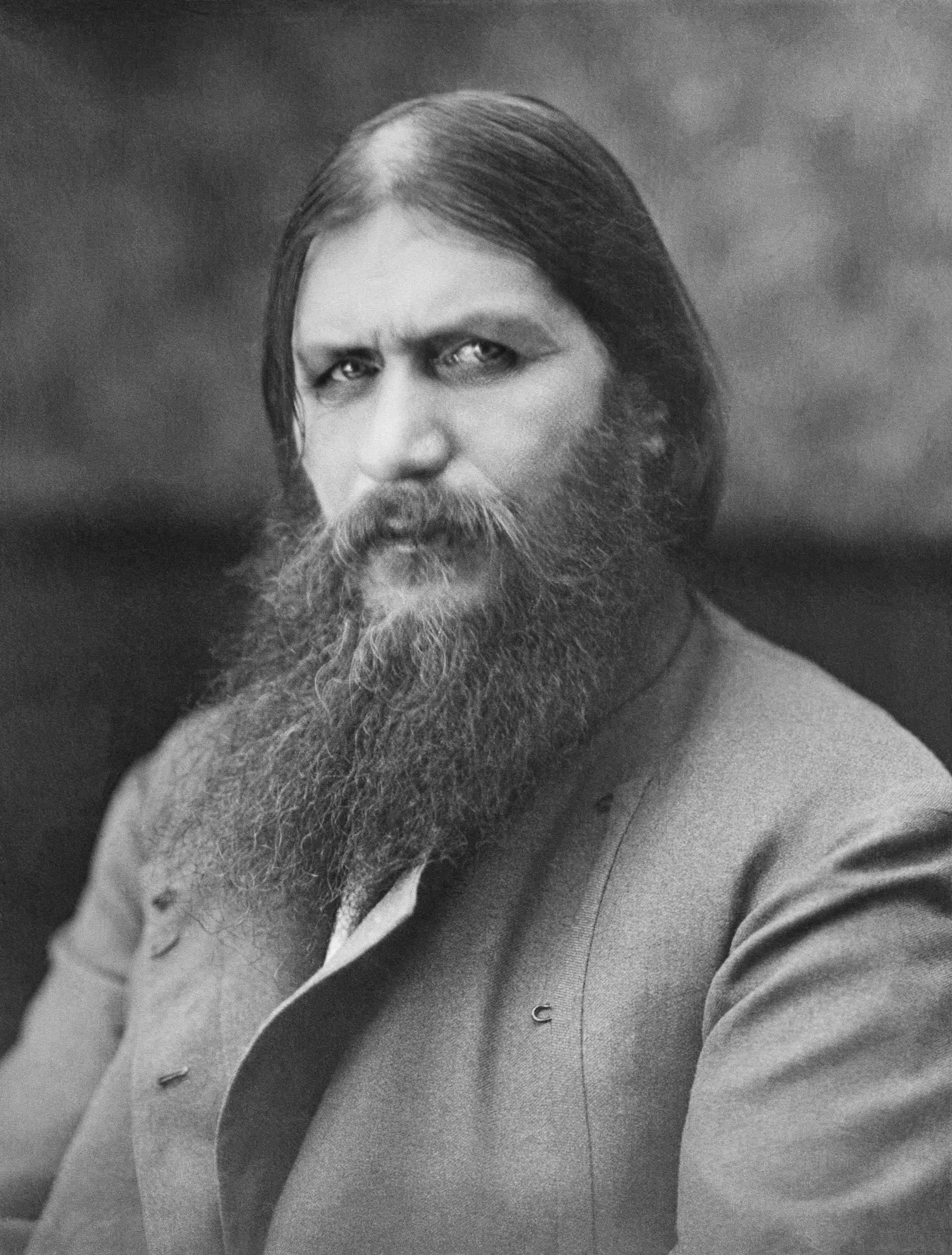
그리고리 라스푸틴

- 2월 12일 - 독일의 수학자 리하르트 데데킨트. (1831년~)
- 3월 24일 - 스페인의 작곡가 엔리케 그라나도스. (1867년~)
- 5월 11일 - 독일의 작곡가, 피아니스트 막스 레거. (1873년~)
- 6월 6일 - 중화민국의 군인, 정치인 위안스카이. (1859년~)
- 8월 8일 - 독일의 작곡가 프란츠 에케르트. (1852년~)
- 8월 15일 - 대종교의 창시자 나철. (1863년~)
- 11월 12일 - 미국의 수학자, 천문학자, 사업가, 작가 퍼시벌 로웰. (1855년~)
- 11월 21일 - 오스트리아-헝가리 제국의 황제 프란츠 요제프 1세. (1830년~)
- 12월 9일 - 일본의 소설가 나쓰메 소세키. (1867년~)
- 12월 29일 - 러시아의 수도승 그리고리 라스푸틴. (1869년~)

## 노벨상
- 물리학상 - 수상자 없음
- 화학상 -
- 생리학·의학상 -
- 평화상 -
- 문학상 - 베르네르 폰 헤이덴스탐 (스웨덴)

## 달력
| 1월 |    |    |    |    |    |    |
| 일  | 월 | 화 | 수 | 목 | 금 | 토 |
|     |    |    |    |    |    | 1  |
| 2   | 3  | 4  | 5  | 6  | 7  | 8  |
| 9   | 10 | 11 | 12 | 13 | 14 | 15 |
| 16  | 17 | 18 | 19 | 20 | 21 | 22 |
| 23  | 24 | 25 | 26 | 27 | 28 | 29 |
| 30  | 31 |    |    |    |    |    |

| 2월 |    |    |    |    |    |    |
| 일  | 월 | 화 | 수 | 목 | 금 | 토 |
|     |    | 1  | 2  | 3  | 4  | 5  |
| 6   | 7  | 8  | 9  | 10 | 11 | 12 |
| 13  | 14 | 15 | 16 | 17 | 18 | 19 |
| 20  | 21 | 22 | 23 | 24 | 25 | 26 |
| 27  | 28 | 29 |    |    |    |    |

| 3월 |    |    |    |    |    |    |
| 일  | 월 | 화 | 수 | 목 | 금 | 토 |
|     |    |    | 1  | 2  | 3  | 4  |
| 5   | 6  | 7  | 8  | 9  | 10 | 11 |
| 12  | 13 | 14 | 15 | 16 | 17 | 18 |
| 19  | 20 | 21 | 22 | 23 | 24 | 25 |
| 26  | 27 | 28 | 29 | 30 | 31 |    |

| 4월 |    |    |    |    |    |    |
| 일  | 월 | 화 | 수 | 목 | 금 | 토 |
|     |    |    |    |    |    | 1  |
| 2   | 3  | 4  | 5  | 6  | 7  | 8  |
| 9   | 10 | 11 | 12 | 13 | 14 | 15 |
| 16  | 17 | 18 | 19 | 20 | 21 | 22 |
| 23  | 24 | 25 | 26 | 27 | 28 | 29 |
| 30  |    |    |    |    |    |    |

| 5월 |    |    |    |    |    |    |
| 일  | 월 | 화 | 수 | 목 | 금 | 토 |
|     | 1  | 2  | 3  | 4  | 5  | 6  |
| 7   | 8  | 9  | 10 | 11 | 12 | 13 |
| 14  | 15 | 16 | 17 | 18 | 19 | 20 |
| 21  | 22 | 23 | 24 | 25 | 26 | 27 |
| 28  | 29 | 30 | 31 |    |    |    |

| 6월 |    |    |    |    |    |    |
| 일  | 월 | 화 | 수 | 목 | 금 | 토 |
|     |    |    |    | 1  | 2  | 3  |
| 4   | 5  | 6  | 7  | 8  | 9  | 10 |
| 11  | 12 | 13 | 14 | 15 | 16 | 17 |
| 18  | 19 | 20 | 21 | 22 | 23 | 24 |
| 25  | 26 | 27 | 28 | 29 | 30 |    |

| 7월 |    |    |    |    |    |    |
| 일  | 월 | 화 | 수 | 목 | 금 | 토 |
|     |    |    |    |    |    | 1  |
| 2   | 3  | 4  | 5  | 6  | 7  | 8  |
| 9   | 10 | 11 | 12 | 13 | 14 | 15 |
| 16  | 17 | 18 | 19 | 20 | 21 | 22 |
| 23  | 24 | 25 | 26 | 27 | 28 | 29 |
| 30  | 31 |    |    |    |    |    |

| 8월 |    |    |    |    |    |    |
| 일  | 월 | 화 | 수 | 목 | 금 | 토 |
|     |    | 1  | 2  | 3  | 4  | 5  |
| 6   | 7  | 8  | 9  | 10 | 11 | 12 |
| 13  | 14 | 15 | 16 | 17 | 18 | 19 |
| 20  | 21 | 22 | 23 | 24 | 25 | 26 |
| 27  | 28 | 29 | 30 | 31 |    |    |

| 9월 |    |    |    |    |    |    |
| 일  | 월 | 화 | 수 | 목 | 금 | 토 |
|     |    |    |    |    | 1  | 2  |
| 3   | 4  | 5  | 6  | 7  | 8  | 9  |
| 10  | 11 | 12 | 13 | 14 | 15 | 16 |
| 17  | 18 | 19 | 20 | 21 | 22 | 23 |
| 24  | 25 | 26 | 27 | 28 | 29 | 30 |

| 10월 |    |    |    |    |    |    |
| 일   | 월 | 화 | 수 | 목 | 금 | 토 |
| 1    | 2  | 3  | 4  | 5  | 6  | 7  |
| 8    | 9  | 10 | 11 | 12 | 13 | 14 |
| 15   | 16 | 17 | 18 | 19 | 20 | 21 |
| 22   | 23 | 24 | 25 | 26 | 27 | 28 |
| 29   | 30 | 31 |    |    |    |    |

| 11월 |    |    |    |    |    |    |
| 일   | 월 | 화 | 수 | 목 | 금 | 토 |
|      |    |    | 1  | 2  | 3  | 4  |
| 5    | 6  | 7  | 8  | 9  | 10 | 11 |
| 12   | 13 | 14 | 15 | 16 | 17 | 18 |
| 19   | 20 | 21 | 22 | 23 | 24 | 25 |
| 26   | 27 | 28 | 29 | 30 |    |    |

| 12월 |    |    |    |    |    |    |
| 일   | 월 | 화 | 수 | 목 | 금 | 토 |
|      |    |    |    |    | 1  | 2  |
| 3    | 4  | 5  | 6  | 7  | 8  | 9  |
| 10   | 11 | 12 | 13 | 14 | 15 | 16 |
| 17   | 18 | 19 | 20 | 21 | 22 | 23 |
| 24   | 25 | 26 | 27 | 28 | 29 | 30 |
| 31   |    |    |    |    |    |    |

### 음양력 대조 일람
| 음력월 | 월건 | 대소 | 음력 1일의 양력 월일 | 음력 1일 간지 |
| ------ | ---- | ---- | -------------------- | ------------- |
| 1월    | 경인 | 소   | 2월 4일              | 신미          |
| 2월    | 신묘 | 대   | 3월 4일              | 경자          |
| 3월    | 임진 | 소   | 4월 3일              | 경오          |
| 4월    | 계사 | 대   | 5월 2일              | 기해          |
| 5월    | 갑오 | 소   | 6월 1일              | 기사          |
| 6월    | 을미 | 대   | 6월 30일             | 무술          |
| 7월    | 병신 | 대   | 7월 30일             | 무진          |
| 8월    | 정유 | 소   | 8월 29일             | 무술          |
| 9월    | 무술 | 대   | 9월 27일             | 정묘          |
| 10월   | 기해 | 소   | 10월 27일            | 정유          |
| 11월   | 경자 | 대   | 11월 25일            | 병인          |
| 12월   | 신축 | 소   | 12월 25일            | 병신          |